# الکساندر مارک
الکساندر مارک (اوکراینی: Марек Александр Ярославович؛ زادهٔ ۲۷ مهٔ ۱۹۷۲) بازیکن فوتبال اهل اوکراین است.